# NGC 4236
NGC 4236, även känd som Caldwell 3, är en stavgalax i stjärnbilden Draken. Den upptäcktes den 6 april 1793 av William Herschel.